# 1988 en bande dessinée
| Années de la bande dessinée : 1985 - 1986 - 1987 - 1988 - 1989 - 1990 - 1991    |
| Décennies de la bande dessinée : 1950 - 1960 - 1970 - 1980 - 1990 - 2000 - 2010 |

Cet article présente les faits marquants de l'année 1988 en bande dessinée.

## Évènements
- 29 au 31 janvier : 15e Festival international de la bande dessinée d'Angoulême : Festival d'Angoulême 1988.
- Création du personnage Jules Écoutum par Don Rosa dans l'histoire Dernier raid pour Dawson.
- Débuts de la série télévisée Superboy racontant la jeunesse de Superman, qui sera diffusée jusqu'en 1992.
- Rémy Simard fonde au Québec sa propre maison d'édition, Kami Case.
- Création des Éditions Mille-Îles au Québec.

## Nouveaux albums
Voir aussi : Albums de bande dessinée sortis en 1988

### Franco-Belge
| Sortie    | Titre                                                                | Scénariste                          | Dessinateur                            | Coloriste          | Éditeur                 |
| --------- | -------------------------------------------------------------------- | ----------------------------------- | -------------------------------------- | ------------------ | ----------------------- |
| janvier   | 421, no 6 : Les Enfants de la porte                                  | Stephen Desberg                     | Éric Maltaite                          |                    | Dupuis                  |
| octobre   | Abominable One shot                                                  | Hermann Huppen                      | Hermann Huppen                         |                    | Le Lombard              |
| janvier   | Adler, no 2 : Le repaire du Katana                                   | René Sterne                         | René Sterne                            |                    | Le Lombard              |
| avril     | Alix, no 19 : Le cheval de Troie                                     | Jacques Martin                      | Jacques Martin                         |                    | Casterman               |
| mai       | Aria, no 10 : Œil d'ange                                             | Michel Weyland                      | Michel Weyland                         |                    | Le Lombard              |
| octobre   | Aria, no 11 : Les indomptables                                       | Michel Weyland                      | Michel Weyland                         |                    | Le Lombard              |
| octobre   | Balade au bout du monde, no 4 : La pierre de folie                   | Makyo                               | Laurent Vicomte                        |                    | Glénat                  |
| avril     | Beatifica Blues, no 2 : Beatifica Blues                              | Jean Dufaux                         | Griffo                                 |                    | Dargaud                 |
| février   | Bob Morane, no 38 : Le dragon des Fenstone                           | Henri Verne                         | Coria                                  |                    | Le Lombard              |
| août      | Bob Morane, no 39 : Les otages de l'ombre jaune                      | Henri Verne                         | Coria                                  |                    | Le Lombard              |
| février   | Bobo, no 10 : La carpette violente                                   | Deliège                             | Deliège                                |                    | Dupuis                  |
| novembre  | Boule et Bill, no 22 : 22! V'la Boule et Bill                        | Jean Roba                           | Jean Roba                              |                    | Dargaud                 |
| février   | Brelan de dames, no 7 : L'œil du barracuda                           | Jean-Luc Vernal                     | Renaud                                 |                    | Le Lombard              |
| septembre | Bruce J. Hawker, no 5 : Tout ou rien                                 | André-Paul Duchâteau                | William Vance                          |                    | Le Lombard              |
| février   | Buck Danny, no 44 : Les agresseurs                                   | Jean-Michel Charlier                | Francis Bergèse                        |                    | Novedi                  |
| septembre | Bruce J. Hawker, no 5 : Tout ou rien                                 | André-Paul Duchâteau                | William Vance                          |                    | Le Lombard              |
| janvier   | Chlorophylle (Série verte), no 13 : Le testament d'Anthracite        | Bom                                 | Walli                                  |                    | Le Lombard              |
| octobre   | Chronique de la maison Le Quéant, no 4 : Leïla                       | Daniel Bardet                       | Patrick Jusseaume                      |                    | Glénat                  |
| novembre  | Clifton, no 12 : Dernière séance                                     | Bob de Groot                        | Bédu                                   |                    | Le Lombard              |
| avril     | Cubitus, no 17 : Cubitus, quand tu nous tiens!                       | Dupa                                | Dupa                                   |                    | Le Lombard              |
| novembre  | Cubitus, no 18 : Tout en caressant Cubitus                           | Dupa                                | Dupa                                   |                    | Le Lombard              |
| mars      | Dampierre, no 1 : L'aube noire                                       | Yves Swolfs                         | Yves Swolfs                            |                    | Glénat                  |
| avril     | Le Destin de Sarah, no 2 : Le dernier shoot                          | Marc Hernu                          | Marc Hernu                             | Marc Hernu         | Glénat                  |
| septembre | Des Villes et des Femmes, no 2 : Ginette, Gerda, Mireille            | Bob de Groot                        | Philippe Francq                        |                    | Dargaud                 |
| novembre  | Durango, no 8 : Une raison pour mourir                               | Yves Swolfs                         | Yves Swolfs                            |                    | Dargaud                 |
| mars      | Germain et nous…, no 11 : Ca nous mène où?                           | Serge Honorez                       | Frédéric Jannin                        |                    | Dupuis                  |
| mai       | Giacomo C., no 1 : Le masque dans la bouche d'ombre                  | Jean Dufaux                         | Griffo                                 |                    | Glénat                  |
| juin      | Godaille et Godasse, no 5 : Des chariots dans la steppe              | Raoul Cauvin                        | Jacques Sandron                        |                    | Dupuis                  |
| septembre | Gord, no 2 : Le spit du snack                                        | Franz Drappier                      | Christian Denayer                      |                    | Le Lombard              |
| octobre   | Hans, no 4 : Les gladiateurs                                         | André-Paul Duchâteau                | Grzegorz Rosiński                      |                    | Le Lombard              |
| janvier   | Harry Dickson, no 2 : Les spectres bourreaux                         | Christian Vanderhaeghe              | Pascal Zanon                           |                    | Art&B.D.                |
| février   | Hugo, no 3 : Le pommier de Dieu                                      | Bédu                                | Bédu                                   |                    | Le Lombard              |
| juin      | Ian Kalédine, no 7 : Le grand complot                                | Jean-Luc Vernal                     | Ferry                                  |                    | Le Lombard              |
| mai       | Ivor, no 4 : Comme un faucon                                         | Zoran Vanjaka                       | Zoran Vanjaka                          |                    | Le Lombard              |
| novembre  | Ivor, no 5 : Les mercenaires vont au paradis                         | Zoran Vanjaka                       | Zoran Vanjaka                          |                    | Le Lombard              |
| mai       | Jeremiah, no 13 : Strike                                             | Hermann Huppen                      | Hermann Huppen                         |                    | Dupuis                  |
| janvier   | Jessica Blandy, no 3 : Le diable à l'aube                            | Jean Dufaux                         | Renaud                                 |                    | Novedi                  |
| octobre   | Jessica Blandy, no 4 : Nuits couleur blues                           | Jean Dufaux                         | Renaud                                 |                    | Novedi                  |
| mars      | L'Agent 212, no 9 : Brigade mobile                                   | Raoul Cauvin                        | Daniel Kox                             |                    | Dupuis                  |
| octobre   | L'Agent 212, no 10 : Agent trouble                                   | Raoul Cauvin                        | Daniel Kox                             |                    | Dupuis                  |
| novembre  | La Guerre éternelle (1)                                              | Joe Haldeman                        | Marvano                                |                    | Dupuis - Aire libre     |
| novembre  | L'almanach de Jean-Claude Servais HS                                 | Jean-Claude Servais                 | Jean-Claude Servais                    |                    | Casterman               |
| mars      | La Toile et la Dague, no 2 : La Nuit des poisons                     | Dufaux                              | Aidans                                 |                    | Dargaud                 |
| novembre  | Le Chat, no 3 : La vengeance du Chat                                 | Philippe Geluck                     | Philippe Geluck - Jacques Debruyne     |                    | Casterman               |
| mai       | Le Crépuscule des elfes One shot                                     | Joe Haldeman                        | Marvano                                |                    | Dupuis - Aire libre     |
| octobre   | Le Cycle de Taï-Dor, no 2 : Le Masque de Taï-Dor                     | Serge Le Tendre - Rodolphe          | Jean-Luc Serrano                       |                    | Vents d'Ouest           |
| avril     | Le Grand Pouvoir du Chninkel HS                                      | Jean Van Hamme                      | Grzegorz Rosiński                      |                    | Casterman               |
| janvier   | Le Journal d'Henriette, no 1 : Le Journal d'Henriette                | Philippe Dupuy                      | Charles Berberian                      |                    | Audie                   |
| décembre  | Le Journal d'Henriette, no 2 : Le Journal d'Henriette                | Philippe Dupuy                      | Charles Berberian                      |                    | Audie                   |
| septembre | Léonard, no 17 : Ohé du génie !                                      | Bob de Groot                        | Turk                                   |                    | Dargaud                 |
| septembre | Léo Tomasini, no 1 : Justice divine                                  | Francis Delvaux                     | Philippe Francq                        |                    | Dargaud                 |
| octobre   | ElfQuest - Le Pays des elfes, no 7 : Prisonnier des Trolls           | Wendi Pini                          | Richard Pini                           |                    | Vents d'Ouest           |
| juin      | Le Scrameustache, no 17 : Les Galaxiens s'en vont en gags            | Walt                                | Gos                                    |                    | Dupuis                  |
| juillet   | Le Vent des Dieux, no 4 : Lapin-Tigre                                | Patrick Cothias                     | Philippe Adamov                        |                    | Glénat                  |
| mai       | Le voyage en Italie (1)                                              | Cosey                               | Cosey                                  |                    | Dupuis - Aire libre     |
| novembre  | Le voyage en Italie (2)                                              | Cosey                               | Cosey                                  |                    | Dupuis - Aire libre     |
| septembre | Les 4 As, no 25 : Et la déesse des mers                              | Georges Chaulet                     | François Craenhals - Jacques Debruynne |                    | Casterman               |
| janvier   | Les Sept Vies de l'Épervier, no 4 : Hyronimus                        | Patrick Cothias                     | André Juillard                         |                    | Glénat                  |
| Février   | Les Aigles décapitées, no 3 : Les éperons d'or                       | Patrice Pellerin                    | Jean-Charles Kraehn                    |                    | Glénat                  |
| mars      | Les aventures de Gully, no 4 : Le petit prince et les agressicotons  | Makyo                               | Alain Dodier                           |                    | Dupuis                  |
| juin      | Les Casseurs, no 15 : Match poursuite                                | André-Paul Duchâteau                | Christian Denayer                      |                    | Le Lombard              |
| août      | Les Centaures, no 5 : Les châtiments d'Hermès                        | Pierre Seron                        | Pierre Seron                           |                    | MC Productions          |
| novembre  | Les Chemins de Malefosse, no 5 : L'or blanc                          | Daniel Bardet                       | François Dermaut                       |                    | Glénat                  |
| octobre   | Les Chroniques de l'impossible, t. 2 : Les Tempêtes de Saint-Malo    | Christian Piscaglia                 | Claude Laverdure                       |                    | Dargaud Benelux         |
| avril     | Les Cités obscures, no 4 : La route d'Armilia                        | Benoît Peeters                      | François Schuiten                      |                    | Casterman               |
| juillet   | Les Enfants de la Salamandre, no 1 : Angie                           | Jean Dufaux                         | Renaud                                 |                    | Dargaud                 |
| janvier   | Les Esclaves de la Torpeur, no 1 : Le papillon crucifié              | Alain Streng                        | Baudoin De Ville                       |                    | Dargaud                 |
| mars      | Les Femmes en blanc, no 4 : Les jeunes filles opèrent                | Raoul Cauvin                        | Philippe Bercovici                     |                    | Dupuis                  |
| novembre  | Les Héros Cavaliers, no 2 : La grande ourse                          | Patrick Cothias                     | Michel Rouge                           |                    | Glénat                  |
| août      | Les Motards, no 4 : Allegro moto vivace                              | Charles Degotte                     | Charles Degotte                        |                    | Dupuis                  |
| février   | Les Petits Hommes, no 23 : Le dernier des petits hommes              | Pierre Seron                        | Pierre Seron                           |                    | Dupuis                  |
| octobre   | Les Petits Hommes, no 24 : Le volcan d'or                            | Pierre Seron                        | Pierre Seron                           |                    | Dupuis                  |
| avril     | Les Schtroumpfs, no 13 : Les p'tits Schtroumpfs                      | Peyo                                | Peyo                                   |                    | Dupuis                  |
| juin      | Les Tuniques bleues, no 28 : Les Bleus de la balle                   | Raoul Cauvin                        | Lambil                                 |                    | Dupuis                  |
| janvier   | l'Incal John Difool, no 5 : La cinquième essence : galaxie qui songe | Alejandro Jodorowsky                | Zoran Janjetov                         |                    | Les Humanoïdes Associés |
| avril     | l'Incal, John Difool avant l'Incal, no 1                             | Alejandro Jodorowsky                | Zoran Janjetov                         |                    | Les Humanoïdes Associés |
| février   | L'Œil du chasseur, no 5 : La carpette violente                       | Philippe Foerster                   | Philippe Berthet                       |                    | Dupuis                  |
| mars      | Loïc Francœur, no 1 : Le roi de cœur                                 | Bernard Capo                        | Bernard Capo                           |                    | Le Lombard              |
| juin      | Lucky Luke, no 59 : Le Pony Express                                  | Xavier Fauche - Jean Léturgie       | Morris                                 |                    | Dargaud                 |
| novembre  | Madila, no 1 : Madila Bay                                            | Chantal De Spiegeleer               | Chantal De Spiegeleer                  |                    | Le Lombard              |
| juin      | Marsupilami, no 2 : Le bébé du bout du monde                         | Franquin - Greg                     | Batem                                  |                    | Marsu Productions       |
| janvier   | Mauro Caldi, no 2 : Cine Citta                                       | Denis Lapière                       | Constant                               |                    | Editions du Miroir      |
| janvier   | Mic Mac Adam, no 5 : Les 5 miroirs                                   | Stephen Desberg                     | André Benn                             |                    | Fleurus                 |
| janvier   | Michel Vaillant, no 50 : Le défi des remparts                        | Jean Graton                         | Jean Graton - Guillaume Lopez          |                    | Graton éditeur          |
| janvier   | Michel Vaillant, no 51 : Le caïd de Francorchamps                    | Jean Graton                         | Jean Graton - Guillaume Lopez          |                    | Graton éditeur          |
| octobre   | M. Rectitude et Génial Olivier, no 16 : Le génie sans bouillir       | Jacques Devos                       | Jacques Devos                          |                    | Dupuis                  |
| novembre  | Natacha, no 13 : Les nomades du ciel                                 | Raoul Cauvin                        | Laudec - François Walthéry             |                    | Dupuis                  |
| avril     | Neige, no 2 : La mort-corbeau                                        | Didier Convard                      | Gine                                   |                    | Le Lombard              |
| mai       | Pacush Blues, no 6 : Sixte mineure : Le Mal de mer                   | Ptiluc                              | Ptiluc                                 |                    | Vents d'Ouest           |
| août      | Papyrus, no 11 : Le pharaon maudit                                   | Lucien De Gieter                    | Lucien De Gieter                       |                    | Dupuis                  |
| novembre  | Parodies, no 2 : Parodies 2                                          | Collectif                           | Collectif                              |                    | MC Productions          |
| septembre | Pierre Tombal, no 5 : Ô suaires                                      | Raoul Cauvin                        | Hardy                                  |                    | Dupuis                  |
| février   | Poupée d'ivoire, no 1 : Nuits sauvages                               | Franz Drappier                      | Franz Drappier                         |                    | Glénat                  |
| février   | Rantanplan, no 2 : Le parrain                                        | Xavier Fauche - Jean Léturgie       | Morris                                 |                    | Dargaud                 |
| janvier   | Red Road, no 1 : American Buffalos                                   | Derib                               | Derib                                  |                    | Cristal BD              |
| juin      | Ric Hochet, no 45 : Le triangle Attila                               | André-Paul Duchâteau                | Tibet                                  |                    | Le Lombard              |
| septembre | Rimbo, no 2 : Africa fric                                            | Jacques Andrepio                    | Patrick Clément                        |                    | Albin Michel            |
| novembre  | Sammy, no 24 : Du rififi dans les nuages                             | Raoul Cauvin                        | Berck                                  |                    | Dupuis                  |
| mai       | SODA, no 2 : Lettres à Satan                                         | Philippe Tome                       | Luc Warnant - Bruno Gazzotti           | Stéphane De Becker | Dupuis                  |
| janvier   | Solange, no 2 : Sinn Fein : révolte irlandaise                       | Marco Tomatis                       | Cinzia Ghigliano                       | Cinzia Ghigliano   | Casterman               |
| mai       | SOS Bonheur (1)                                                      | Jean Van Hamme                      | Griffo                                 |                    | Dupuis - Aire libre     |
| novembre  | SOS Bonheur (2)                                                      | Jean Van Hamme                      | Griffo                                 |                    | Dupuis - Aire libre     |
| octobre   | Spirou et Fantasio, no 40 : La frousse aux trousses                  | Philippe Tome                       | Janry                                  |                    | Dupuis                  |
| mai       | Les Aventures de Tanguy et Laverdure, no 25 : Survol interdit        | Jean-Michel Charlier                | Al Coutelis                            |                    | Novedi                  |
| janvier   | Tendre Banlieue, no 4 : Le bahut                                     | Tito                                | Tito                                   |                    | Bayard Presse           |
| mai       | Théodore Poussin, no 3 : Marie Vérité                                | Yann                                | Frank Le Gall                          |                    | Dupuis                  |
| novembre  | Thorgal, no 13 : Entre terre et lumière                              | Jean Van Hamme                      | Grzegorz Rosiński                      |                    | Le Lombard              |
| janvier   | Tif et Tondu, no 37 : Les phalanges de Jeanne d'Arc                  | Stephen Desberg                     | Will                                   |                    | Dupuis                  |
| janvier   | Timon des Blés, no 2 : Les insurgents                                | Daniel Bardet                       | Erik Arnoux                            |                    | Glénat                  |
| janvier   | Les Timour, no 26 : Terre des fleuves                                | Xavier Snoeck                       | Sirius                                 |                    | Dupuis                  |
| octobre   | Vasco, no 7 : Le Diable et le Cathare                                | Gilles Chaillet                     | Gilles Chaillet                        |                    | Le Lombard              |
| septembre | Victor Sackville, no 3 : Le miroir du sphinx                         | Gabrielle Borile - François Rivière | Francis Carin                          |                    | Le Lombard              |
| novembre  | XIII, no 5 : Rouge total                                             | Jean Van Hamme                      | William Vance                          |                    | Dargaud                 |
| septembre | Yakari, no 14 : Le vol des corbeaux                                  | Job                                 | Derib                                  |                    | Casterman               |
| septembre | Yoko Tsuno, no 17 : Le matin du monde                                | Roger Leloup                        | Roger Leloup                           |                    | Dupuis                  |
| ?         | …                                                                    |                                     |                                        |                    |                         |

### Comics
| Sortie | Titre       | Scénariste | Dessinateur | Coloriste | Éditeur |
| ------ | ----------- | ---------- | ----------- | --------- | ------- |
| ?      | à compléter |            |             |           |         |
| ?      | …           |            |             |           |         |

### Mangas
| Sortie | Titre       | Scénariste | Dessinateur | Coloriste | Éditeur |
| ------ | ----------- | ---------- | ----------- | --------- | ------- |
| ?      | à compléter |            |             |           |         |
| ?      | …           |            |             |           |         |

## Naissances
- Maureen Wingrove alias Diglee

## Décès
- 4 février : Frank Giacoia, dessinateur de comics
- 25 février : Dori Seda
- 31 mars : Georges Lévis
- 3 mai : Milton Caniff (Terry et les Pirates)
- Décès de Tarpe Mills.